# Elaeocarpus borealiyunnanensis
Elaeocarpus borealiyunnanensis är en tvåhjärtbladig växtart som beskrevs av Hung T. Chang. Elaeocarpus borealiyunnanensis ingår i släktet Elaeocarpus och familjen Elaeocarpaceae. Inga underarter finns listade i Catalogue of Life.